# Show Me the Way
Singles de Peter Frampton
Baby (Somethin's Happening)
(1974) Baby, I Love Your Way
(1975)
Show Me the Way est une chanson rock écrite, composée et interprétée par le chanteur et guitariste britannique Peter Frampton sortie en single en juin 1975 et extraite de l'album Frampton.
Caractérisée par l'utilisation de la talkbox, elle devient le plus grand succès de Peter Frampton en 1976 avec une version enregistrée en concert tirée de l'album live Frampton Comes Alive!, lequel connaît un important succès commercial aux États-Unis, où il sera certifié huit fois disque de platine,,.

## Classements hebdomadaires
| Classements (1976-1977)                 | Meilleure position |
| --------------------------------------- | ------------------ |
| Afrique du Sud (Springbok Radio)        | 11                 |
| Australie (Kent Music Report)           | 25                 |
| Belgique (Flandre Ultratop 50 Singles)  | 1                  |
| Belgique (Wallonie Ultratop 50 Singles) | 5                  |
| Canada (RPM 100 Singles)                | 2                  |
| États-Unis (Billboard Hot 100)          | 6                  |
| France (IFOP)                           | 8                  |
| Italie (FIMI)                           | 10                 |
| Nouvelle-Zélande (RMNZ)                 | 26                 |
| Pays-Bas (Nederlandse Top 40)           | 1                  |
| Pays-Bas (Single Top 100)               | 1                  |
| Royaume-Uni (UK Singles Chart)          | 10                 |

## Certification
| Pays              | Certification | Unités certifiées |
| ----------------- | ------------- | ----------------- |
| États-Unis (RIAA) | Or            | 500 000           |

## Reprises
Show Me the Way a été reprise par plusieurs artistes dont le groupe Dinosaur Jr. en 1987.